# Mangrovevireo
De mangrovevireo (Vireo pallens) is een zangvogel uit de familie Vireonidae (vireo's).

## Verspreiding en leefgebied
Deze soort komt wijdverspreid voor in Midden-Amerika en telt tien ondersoorten:
- V. p. paluster: de kust van noordwestelijk Mexico.
- V. p. semiflavus: van noordelijk Guatemala en zuidelijk Belize tot oostelijk Nicaragua.
- V. p. ochraceus: zuidwestelijk Mexico, westelijk Guatemala en westelijk El Salvador.
- V. p. salvini: zuidoostelijk Mexico en noordelijk Belize.
- V. p. pallens: zuidelijk Honduras, westelijk Nicaragua en westelijk Costa Rica.
- V. p. wetmorei: El Cayo (nabij oostelijk Guatemala).
- V. p. angulensis: Bahia-eilanden (nabij noordelijk Honduras).
- V. p. browningi: zuidoostelijk Nicaragua.
- V. p. nicoyensis: schiereiland Nicoya (noordwestelijk Costa Rica).
- V. p. approximans (Providenciavireo): het eiland Providencia ten oosten van Nicaragua.

## Status
De grootte van de populatie is in 2019 geschat op 0,5-5 miljoen volwassen vogels. Op de Rode lijst van de IUCN heeft deze soort de status niet bedreigd.